# پارک ورزشی آلومینیج
پارک ورزشی آلومینیج (به لاتین: Aluminij Sports Park) یک ورزشگاه در اسلوونی است که در Municipality of Kidričevo واقع شده‌است.